# Pithecellobium laetum
Pithecellobium laetum är en ärtväxtart som först beskrevs av Eduard Friedrich Poeppig, och fick sitt nu gällande namn av George Bentham. Pithecellobium laetum ingår i släktet Pithecellobium och familjen ärtväxter. Inga underarter finns listade i Catalogue of Life.